# Salvatore Tavano
Salvatore Tavano (ur. 13 marca 1980 roku w Syrakouzach) – włoski kierowca wyścigowy.

## Kariera

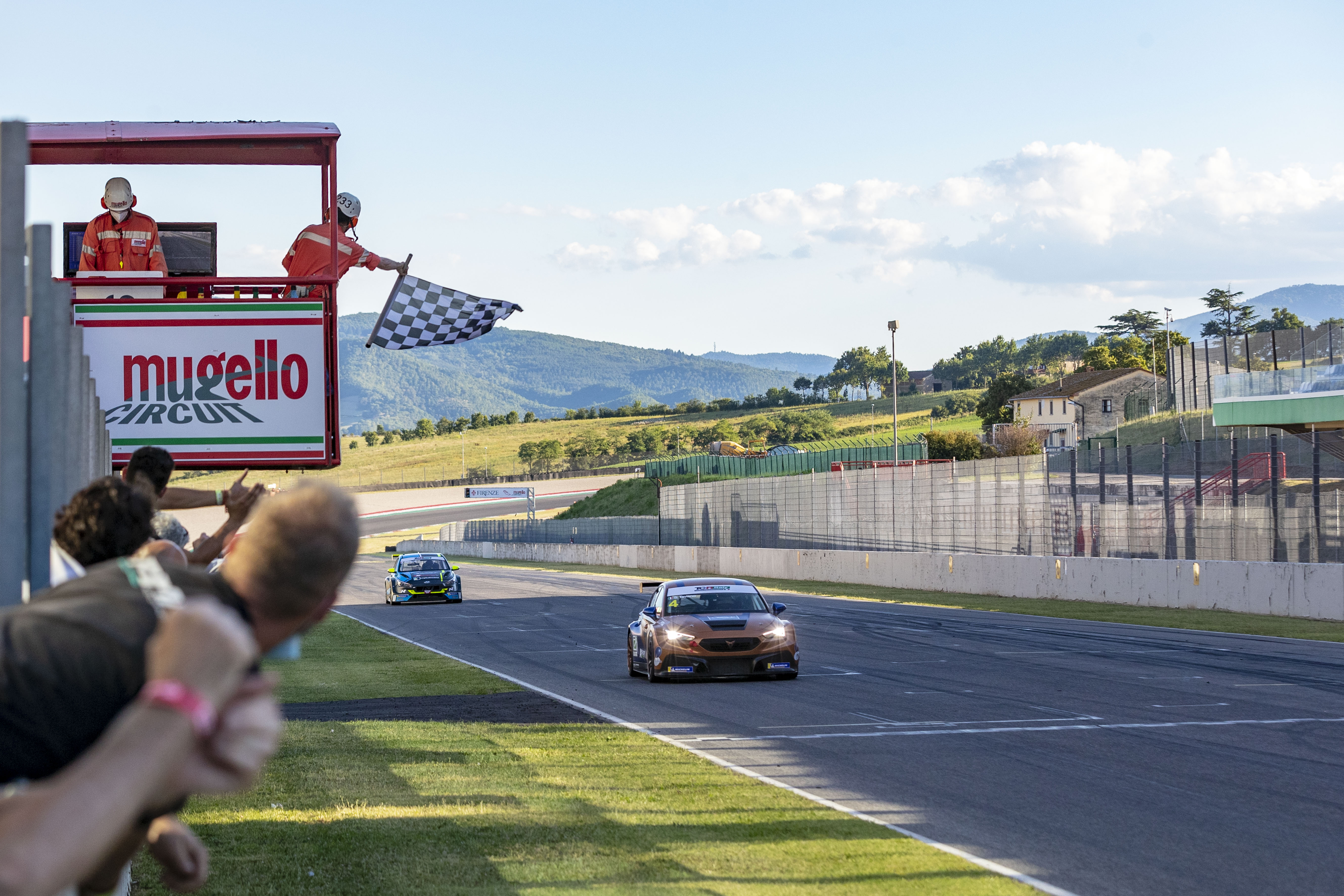
Salvatore Tavano odnosi pierwsze historyczne zwycięstwo w nowym konkursie CUPRA Leon Competition.

Tavano rozpoczął karierę w wyścigach samochodowych w 2000 roku od startów we Włoskiej Formule 3000, gdzie jednak nie zdobył punktów. W późniejszych latach Włoch pojawiał się także w stawce European Superproduction Championship, Europejskiej Formuły 3000, Italian Super Production Car Championship, European Touring Car Championship, European Touring Car Cup, World Touring Car Championship, Le Mans Series, International GT Open, Italian GT Championship, Trofeo Castrol SEAT Leon Supercopa, SEAT Leon Eurocup, Clio Cup Italia oraz MINI Challenge Italy.
W World Touring Car Championship Włoch startował w latach 2005-2006. W pierwszym sezonie startów nie zdobywał punktów. ROk później odniósł zwycięstwo podczas pierwszego wyścigu w Meksyku. Z dorobkiem piętnastu punktów uplasował się na osiemnastej pozycji w klasyfikacji generalnej.